# آنتونیو بوچیارلی
آنتونیو بوچیارلی (انگلیسی: Antonio Bucciarelli؛ زادهٔ ۱۳ اوت ۱۹۷۰) بازیکن فوتبال اهل ایتالیا است.
از باشگاه‌هایی که در آن بازی کرده‌است می‌توان به باشگاه فوتبال یووه استابیا، باشگاه فوتبال تراپانی، و باشگاه فوتبال ناپولی اشاره کرد.